# Нореа Раматхупдей
Норей Раматуппдей (кхмер. នរាយ រាមាធិបតី, 1418 — 1468), при рождении Гамакатра (санскр. Gamakatra) или Гамкхат — король Камбоджи середины XV века. Правил под именем Нараянараджа I (санскр. Narayanaraja I, кхмер. នារាយណ៍រាជា) или Норейреатеа.

## Биография
Старший сыном и наследник Понхеа Ята. Правил под именем Нараянараджа I. Продолжил дело отца по восстановлению независимой Камбоджи. Поддерживал тесные связи с Китаем , где был известен под именем Пинг Я.
Норей Раматупдей умер от болезни после шести лет правления.